# 克罗地亚公国

克罗地亚公国

克罗地亚公国又稱克罗地亚人公国，是大约在公元七世纪时，由移居至前罗马帝国行省达尔马提亚的白克罗地亚人建立的一個中世纪国家。该公国曾在克利斯要塞、索林、克宁、比亚奇、尼恩等多个地点建都。该国统治區域包含克羅埃西亞沿海地區，但不包括伊斯特拉半島。加洛林帝国和拜占庭帝国曾試圖控制克罗地亚公国，克罗地亚公国因此就被夹在两强之间。879年之前，克罗地亚曾是法兰克王国和拜占庭的附庸。在九世纪第一个十年，克罗地亚人和威尼斯共和国關係惡化，这一敌对状态一直延续了几个世纪。克罗地亚公国亦曾与拜占庭帝国和阿拉伯人交战。845至1091年间，公国曾被特尔皮米罗维奇王朝和多马戈耶维奇王朝（Domagojević dynasty）统治。大约在925年时，克罗地亚公國成為克羅埃西亞王國。